# Apostolische Präfektur Tongzhou
Die Apostolische Präfektur Tongzhou (lateinisch Apostolica Praefectura Tungchovensis) ist eine in der Volksrepublik China gelegene römisch-katholische Apostolische Präfektur mit Sitz in Tongzhou.

## Geschichte
Die Apostolische Präfektur Tongzhou wurde am 3. November 1931 durch Papst Pius XI. mit der Apostolischen Konstitution Litteris apostolicis aus Gebietsabtretungen des Apostolischen Vikariates Xi’an als Mission sui juris Tongzhou errichtet. Die Mission sui juris Tongzhou wurde am 8. April 1935 durch Pius XI. mit der Apostolischen Konstitution Ad maioris dignitatis zur Apostolischen Präfektur erhoben.

## Ordinarien

### Superiore von Tongzhou
- Pietro Moretti OFM, 1932–1935

### Apostolische Präfekten von Tongzhou
- Pietro Moretti OFM, 1935–1973
- Sedisvakanz, seit 1973